# Barnabás Varga
Barnabás Varga (Szombathely, Hungría, 25 de octubre de 1994) es un futbolista de Hungría. Juega de delantero y su equipo es el Ferencváros T. C. de la Nemzeti Bajnokság I.

## Selección nacional

### Participaciones en Eurocopas
| Copa          | Sede     | Resultado    | Partidos | Goles |
| ------------- | -------- | ------------ | -------- | ----- |
| Eurocopa 2024 | Alemania | Primera fase | 3        | 1     |

## Clubes
| Club               | País    | Año       |
| ------------------ | ------- | --------- |
| SV Eberau          | Austria | 2010-2016 |
| SV Mattersburgo    | Austria | 2016-2019 |
| SV Lafnitz         | Austria | 2019-2020 |
| Gyirmót F. C. Győr | Hungría | 2020-2022 |
| Paksi F. C.        | Hungría | 2022-2023 |
| Ferencváros T. C.  | Hungría | 2023-     |

## Palmarés

### Títulos nacionales
| Título              | Club              | País    | Año  |
| ------------------- | ----------------- | ------- | ---- |
| Nemzeti Bajnokság I | Ferencváros T. C. | Hungría | 2024 |
| Nemzeti Bajnokság I | Ferencváros T. C. | Hungría | 2025 |